# Phalloceros harpagos
Phalloceros harpagos  (лат.) — вид живородящих лучепёрых рыб семейства пецилиевых, обитающая в Южной Америке.

## Описание
Максимальная длина тела самки 4,7 см, самца — 3,4 см. В спинном плавнике 7-9 мягких лучей, в анальном плавнике 8-12. Позвонков 31-33.

## Распространение
Этот вид распространен в руслах рек юго-востока Бразилии: бассейн Рио-Парана-Парагвай и прибрежные стоки от Рио-Итабоапана до Рио-Арарангуа.
Также Phalloceros harpagos был интродуцирован в Австралию.

## Phalloceros harpagosи человек
Охранный статус вида не оценивался. Он безвреден для человека и не является объектом промысла.